# Stora Klintgölen
Stora Klintgölen är en sjö i Motala kommun i Östergötland och ingår i Motala ströms huvudavrinningsområde.